# Illintsi
Illintsi (ukrainsk: Іллінці) er en by i det vestlige Ukraine. Byen ligger ca. 55 km sydvest for byen Vinnytsja ved floden Sob. Den har 11.095 (2022) indbyggere og ligger i Vinnitsja rajon i Vinnytska oblast.